# Felodipina
O felodipina ou felodipino é um fármaco bloqueador dos canais de cálcio (ou antagonistas do cálcio) usado para o controle da hipertensão. É comercializado sob a marca Splendil pela AstraZeneca e Renedil pela Sanofi-Aventis. A formulação de patente para a substância que expirou em 2007.
AstraZeneca liberou Splendil e AZ & Me fez um programa de acesso livre da fórmula em outubro de 2008.

## Interações
Descobertas recentes têm sugerido que felodipina em combinação com o sumo de toranja pode provocar efeitos tóxicos. A administração oral de felodipina primeiro é metabolizado no trato gastrointestinal e no fígado pela enzima CYP3A4. O sumo de toranja contém bergamotina que se encontra para ter um efeito inibidor sobre este enzima e, consequentemente, a biodisponibilidade da droga aumenta, elevando os riscos de efeitos colaterais anormais.

## Contra-indicações e precauções
É contra-indicado às pessoas (hiper)sensíveis à felodipina ou outros bloqueadores dos canais de cálcio, com síndrome do nódulo sinusal, com bloqueio cardíaco (segundo e terceiro graus), e lactantes. Deve utilizar cautelosamente durante a gravidez sob prescrição médica, senão causará insuficiência hepática.

## Ligação Externa
- (em inglês) Clinical Trials: Felodipine